# (118173) Barmen
Pour les articles homonymes, voir Barmen (homonymie).
(118173) Barmen est un astéroïde de la ceinture principale.

## Dénomination
L'astéroïde a été dénommé d'après la ville allemande de Barmen, partie de la nouvelle entité de Wuppertal (région métropolitaine Rhin-Ruhr), créée en 1929.

## Description
(118173) Barmen est un astéroïde de la ceinture principale. Il fut découvert le 11 avril 1991 à Tautenburg par Freimut Börngen. 
Il présente une orbite caractérisée par un demi-grand axe de 3,16 UA, une excentricité de 0,21 et une inclinaison de 12,4° par rapport à l'écliptique.

## Compléments